# Osteogeneiosus militaris
Osteogeneiosus militaris är en fiskart som först beskrevs av Carl von Linné 1758.  Osteogeneiosus militaris ingår i släktet Osteogeneiosus och familjen Ariidae. Inga underarter finns listade i Catalogue of Life.